# 帕里亞萬卡區 (卡爾瓦斯省)
帕里亞萬卡區（西班牙語：Distrito de Pariahuanca），是秘魯的一個區，位於該國北部安卡什大區的卡爾瓦斯省，始建於1905年10月6日，面積11.74平方公里，海拔高度2,811米，2005年人口1,679，人口密度為每平方公里140人。